# Eurycope denticollis
Eurycope denticollis är en kräftdjursart som beskrevs av Mursch, Brenke och Johann-Wolfgang Wägele 2008. Eurycope denticollis ingår i släktet Eurycope och familjen Munnopsidae. Inga underarter finns listade i Catalogue of Life.